# Фененко, Тимофей
Тимофей Фененко (укр. Тимофій Фененко) — кошевой атаман Запорожской Сечи.

## Жизнь и деятельность
В начале 1708 года был кошевым Запорожской Сечи, вёл переписку с гетманом Иваном Мазепой. Из-за сдержанной позиции в вопросе поддержки восстания Кондратия Булавина в январе-феврале 1708 года был сменен кошевым Костем Гордиенко. В январе 1709 года после сечевой рады, на которой было принято решение воевать против Москвы совместно с Крымским ханством, был направлен в составе посольства, вместе с Иваном Гадяцким и Яковом Брюховецким, к крымскому хану.